# 中华人民共和国最长河流列表

中华人民共和国实控地区主要天然河流分布

中华人民共和国境内河流众多，其中河川流域面积超过1万平方千米的河流有228条，总长度13.25万千米，年均径流量居世界第六。世界最长的十条河流中，有三条流经中国。
中国境内河流起源自三大不同地带：青藏高原的东南缘，源自此处的河流源远流长；大兴安岭－冀晋山地－豫西山地－云贵高原连线地区，这些河流的水流量通常较小；长白山地－山东丘陵－东南沿海山地连线地区，河川长度和流域都不及前两地，但水量丰沛。中国的河流以外流河为主，注入太平洋、印度洋和北冰洋三大洋，其中以太平洋外流河居多（流域面积占中国国土面积的56.7%）。中国内流、外流区域的分界线是大兴安岭－阴山－贺兰山－祁连山东部－巴颜喀拉山－冈底斯山，这条线以西的河流多为内流河，内流面积约占全国土地的三分之一，但总河水量不到5%。中国有七大水系，从北到南依次为松花江、辽河、海河、黄河、淮河、长江和珠江，其中包含了中国大部分河流。
本列表罗列出流经中国境内，且境内部分长度在1000千米以上的河流。

## 天然河流
表示该河的干流有部分位于中国境外（即跨界河流）。
| #  | 名称                                           | 幹流长度 （千米） | 流域面积 （平方千米） | 干流流经地区                                                     | 年均径流量 （亿立方米） | 流入           | 河口坐标                           | 图片 | 参考      |
| -- | ---------------------------------------------- | ----------------- | --------------------- | ---------------------------------------------------------------- | ----------------------- | -------------- | ---------------------------------- | ---- | --------- |
| 1  | 长江                                           | 6300+             | 1800000               | 青海、四川、西藏、云南、重庆、湖北、湖南、江西、安徽、江苏、上海 | 9150                    | 东海           | 31°30′N 122°00′E / 31.5°N 122.0°E  |      | :1        |
| 2  | 黄河                                           | 5464              | 813400                | 青海、四川、甘肃、宁夏、内蒙古、陕西、山西、河南、山东           | 580                     | 渤海           | 37°48′N 119°12′E / 37.8°N 119.2°E  |      | :1－3     |
| 3  | 黑龙江 阿穆尔河俄罗斯 哈拉穆连蒙古             | 3414 （4416）     | 900000 （1840000）    | 俄罗斯*、蒙古*、内蒙古、黑龙江                                   | 2785 （3550）           | 鞑靼海峡       | 52°54′N 141°06′E / 52.9°N 141.1°E  |      | :1－10    |
| 4  | 塔里木河                                       | 2572              | 236300 （258600）     | 新疆                                                             | 49                      | 台特玛湖       | 39°30′N 88°18′E / 39.5°N 88.3°E    |      | :40       |
| 5  | 松花江                                         | 2309              | 556800                | 内蒙古、黑龙江、吉林                                             | 783.97                  | 黑龙江         | 47°42′N 132°30′E / 47.7°N 132.5°E  |      | :49       |
| 6  | 珠江                                           | 2214              | 442100 （453700）     | 云南、贵州、广西、广东                                           | 3264                    | 南海           | 22°24′N 113°42′E / 22.4°N 113.7°E  |      | :1        |
| 7  | 澜沧江 湄公河缅甸、老挝、泰国、柬埔寨、越南    | 2161 （4878）     | 164400 （814000）     | 西藏、云南、缅甸*、老挝*、泰国*、柬埔寨*、越南*                  | 743 （4481）            | 南海           | 10°12′N 106°48′E / 10.2°N 106.8°E  |      | :1        |
| 8  | 雅鲁藏布江 布拉马普特拉河印度 贾木纳河孟加拉国 | 2057 （2840）     | 242000 （935000）     | 西藏、印度*、孟加拉国*                                           | 1649 （6179）           | 恒河           | 23°48′N 89°48′E / 23.8°N 89.8°E    |      | :93       |
| 9  | 怒江 萨尔温江缅甸                              | 2013 （3673）     | 136000 （325000）     | 西藏、云南、缅甸*、泰国*                                         | 703 （2100）            | 安达曼海       | 16°12′N 97°36′E / 16.2°N 97.6°E    |      | :52       |
| 10 | 漢江                                           | 1577              | 159000                | 陕西、湖北                                                       | 566                     | 长江           | 30°36′N 114°18′E / 30.6°N 114.3°E  |      | :511      |
| 11 | 雅砻江                                         | 1535              | 128439                | 青海、四川                                                       | 571                     | 长江（金沙江） | 26°36′N 101°48′E / 26.6°N 101.8°E  |      | :48       |
| 12 | 辽河                                           | 1345              | 219600                | 河北、内蒙古、吉林、辽宁                                         | 137.2                   | 渤海           | 40°54′N 121°48′E / 40.9°N 121.8°E  |      | :220      |
| 13 | 郁江                                           | 1157              | 78074 （89677）       | 云南、广西                                                       | 476.7                   | 珠江（浔江）   | 23°24′N 110°06′E / 23.4°N 110.1°E  |      | :123－124 |
| 14 | 和田河                                         | 1138              | 48870                 | 新疆                                                             | 10.28                   | 塔里木河       | 40°30′N 80°54′E / 40.5°N 80.9°E    |      | :86－87   |
| 15 | 海河                                           | 1122              | 234618                | 河北、北京、天津、山东                                           | 226                     | 渤海           | 39°00′N 117°42′E / 39.0°N 117.7°E  |      | :1        |
| 16 | 嘉陵江                                         | 1120              | 159800                | 甘肃、陕西、四川、重庆                                           | 659                     | 长江           | 29°36′N 106°36′E / 29.6°N 106.6°E  |      | :169      |
| 17 | 大渡河                                         | 1060              | 90700                 | 青海、四川                                                       | 495                     | 岷江           | 29°32′N 103°48′E / 29.54°N 103.8°E |      | :114      |
| 18 | 乌江                                           | 1037              | 87920                 | 贵州、重庆                                                       | 509                     | 长江           | 29°42′N 107°24′E / 29.7°N 107.4°E  |      | :231      |
| 19 | 沅江                                           | 1033              | 89647                 | 湖南、贵州                                                       | 671                     | 洞庭湖         | 28°54′N 112°12′E / 28.9°N 112.2°E  |      | :356      |
| 20 | 淮河                                           | 1000              | 270000                | 河南、湖北、安徽、江苏                                           | 595                     | 长江等         | 32°18′N 119°42′E / 32.3°N 119.7°E  |      | :1, 279   |

## 人工运河
中国是世界上最早开凿运河的文明之一，其中京杭大运河是世界上最长的人工运河。现代社会中，已知调水规模最大的工程是中国的南水北调工程。
| # | 名称             | 总幹渠长度（千米） | 流经省市                           | 总幹渠端点                         | 图片 |
| - | ---------------- | ------------------ | ---------------------------------- | ---------------------------------- | ---- |
| 1 | 京杭大运河       | 1801               | 北京、天津、河北、山东、江苏、浙江 | 源水岛、钱塘江                     |      |
| 2 | 南水北调中线工程 | 1432               | 河南、河北、天津、北京             | 丹江口水库（水源）、团城湖、外环河 |      |
| 3 | 南水北调东线工程 | 1156               | 江苏、山东、河北、天津             | 江都水利枢纽（水源）、天津         |      |

## 注解
1. ↑  流经中国境内且总长度在1000千米以上的国际河流还有额尔齐斯河（4248千米[6]）、森格藏布河（印度河源，2900千米[7]:166）、恒河（2510千米[7]:158，有争议）、伊洛瓦底江（2288千米[8]）、伊犁河（1236千米[9]:302）和元江－红河（1006千米[10]:404），但它们在中国境内的干流长度不及1000千米，故未在表中列出。
2. ↑  有些河流在流出中国境内后会改称其他名称，在列表中会加注外国河流与其国名。
3. 1 2 3  如有位于中国境外的部分，用括号加注总长度、总面积或境外河口径流量数值。不同文献中，河流源头的位置不同，加之测量长度时依据的数据源、测量手段不一，导致不同来源的数值各不相同[11]。本列表以《中国河湖大典》中的数字为准，但若有其他来源的数据与《大典》相差超过10%则会另外标出。
4. ↑  本列表将河流经过中国境内的部分列出省级行政区，流到中国境外的部分用星号*标注国家。
5. ↑  全部坐标出自谷歌地图定位。
6. ↑  长江干流各段有不同的名称，如沱沱河、通天河、金沙江等，狭义的长江指金沙江与岷江汇合后的部分[12]。此处长江指从长江源至长江口的“广义”长江。见长江#各河段的名稱。
7. ↑  长江源头有争议，故长度不确定[13]。
8. ↑  包含鄂尔多斯内流区的46500平方千米与沙珠玉河的8300平方千米[15]:1。
9. ↑  此为黄河的天然径流量。然而随着近代社会的开发，1956年－2000年实测流量减小至534.8亿立方米[15]:1。
10. ↑  黑龙江有南、北两源，若以发源内蒙古的南源海拉尔河（622千米）－额尔古纳河（898千米）为正源则为此长度。北源为蒙古、俄罗斯西伯利亚边界处雅布洛诺夫山脉的鄂嫩河与音果达河，二者流淌500余千米后交汇形成560千米[16]长的石勒喀河[17]，若以此源为准，则黑龙江全长4344千米。石勒喀河与额尔古纳河在恩和哈达村附近交汇后即为“狭义”的黑龙江干流，其中位于中国境内的中游河段（恩和哈达村至乌苏里江口）长1894千米[18]:1－10。《不列颠百科全书》认为“狭义”黑龙江干流长度2824千米[17]，若以此为准则算得以北源为正源的黑龙江全长为3884千米左右。
11. ↑  若以1269千米长的叶尔羌河[9]:43为源头起算则为此数字。叶尔羌河、阿克苏河、和田河三河在肖夹克汇聚后形成“狭义”的塔里木河干流，这部分长1303千米[9]:40。
12. ↑  此数值以“四源一幹”来统计，其中“四源”为叶尔羌河、阿克苏河、和田河、开都河－孔雀河，“一幹”即塔里木河干流[19]。历史上，塔里木河水系囊括了所有注入罗布泊的144条河流，源自新疆南部天山、昆仑山的河流多归于塔里木河，因此塔里木河的影响范围达到102万平方千米[19]，也有来源将该数值视作塔里木河流域面积[20]。20世纪，塔里木河下游断流，罗布泊亦完全干涸[21]。
13. ↑  此为塔里木河的三条天然源河进入塔里木河的年均水量。此外，孔雀河亦有通过人工修筑的库塔干渠东干渠向下游输水，年均输水量4.8亿立方米。20世纪80年代起，大西海子水库以下320千米长的河段一度断流[9]:40－42。21世纪初，中国开展一系列治水措施，干涸的塔里木河下游河道重新来水[20]。
14. ↑  嫩江全长1370千米，第二松花江全长958千米，二河于三岔河镇交汇后形成松花江干流，干流部分长939千米。此处考虑河长、流域面积、径流量因素，将嫩江认作松花江的正源[18]:49。然而，沿岸民间传统上习惯将第二松花江与松花江干流部分合称为松花江[24]。
15. ↑  一说3848千米[8]。
16. ↑  一说712035平方千米[8]。
17. ↑  一说1540千米[5]。
18. ↑  一说266037平方千米[8]。
19. ↑  一说536亿立方米[5]。
20. ↑  此为肖塔水文站观测的结果。和田河有两源——喀拉喀什河与玉龙喀什河，二河交汇后始称和田河。交汇处年均径流量22亿立方米，但和田河在穿越沙漠时水分大量蒸发、渗漏，导致水量锐减[9]:86－87。
21. ↑  塔里木河的水源多来自于阿克苏河，占了塔里木河干流水量的3/4以上。和田河只在汛期会流入塔里木河。被视作塔里木河源的叶尔羌河则只在丰水年会进入干流[19]。
22. ↑  此处以漳河为源流。海河是华北地区流入渤海诸河的总称，其北系有蓟运河、潮白河、北运河和永定河，南系包含大清河、子牙河、漳卫南运河、黑龙港运东地区诸河和海河干流。其中，干流始自天津老城厢的三岔河口，流淌至海河防潮闸，长72千米[30]:5－9。
23. ↑  一说318200平方千米[5]。
24. ↑  若以长度、水量来看，大渡河应视作岷江正源，若从大渡河源头计算，岷江全长1203千米。但民间传统上将大渡河视为支流，以此标准则岷江干流长711千米，其中与大渡河交汇至长江河口的部分长155千米[14]:97, 100, 113。此行数据不包括岷江部分。
25. ↑  一说77700平方千米[5]。
26. ↑  2012年，刘少创经过遥感测绘，认为淮河实际上发源自河南省嵩县车村镇的溪流东沙沟，而非普遍认定的桐柏山太白顶，长度应为1252千米[31]。
27. ↑  淮河的幹流经入江水道汇入长江，此外还有入海水道、苏北灌溉总渠、分淮入沂水道和废黄河等下游水道，水道呈扇形羽状不对称分布[32]。
28. ↑  京杭大运河的流向复杂，不同节点的水流走向不同，故无“水源”之说[34]。
29. ↑  南水北调东线工程在京杭大运河与其沿途平行河道、湖泊原有的基础上加装水泵，从长江抽水并北送[35]。
30. ↑  黄河以南646千米，穿黄段17千米，在黄河处分为北、东两路。其中北路为493千米长的总干渠，流往天津；东路长701千米，流往山东[35]。